# Stefano Palosio
Stefano Palosio, ou Stefano Palosti de Verayneris, le cardinal de Todi (né à Rome, alors capitale des États pontificaux, et mort à Rome le 24 avril 1396 est un cardinal italien du XIVe siècle.

## Biographie
Palosio est chanoine à la basilique St. Libère et camerlingue du clergé romain. Palosio est élu évêque de Brescia en 1371. Il est transféré à Todi en 1373. Palosio est vicaire du pape à Rome, mais il est déposé en 1382 pour avoir suivi le pape Urbain VI.
Le pape Urbain VI le crée cardinal lors du consistoire du 17 décembre 1384. Le cardinal Palosio participe au conclave de 1389, lors duquel Boniface IX est élu. Il est nommé archiprêtre de la basilique St. Libère en 1390 et camerlingue de la Sainte Église en 1394.